# Wayland (Massachusetts)
Wayland és una població dels Estats Units a l'estat de Massachusetts. Segons el cens del 2007 tenia 13.017 habitants.

## Demografia
Segons el cens del 2000, Wayland tenia 13.100 habitants, 4.625 habitatges, i 3.723 famílies. La densitat de població era de 332,1 habitants/km².
Dels 4.625 habitatges en un 41,4% hi vivien nens de menys de 18 anys, en un 71,5% hi vivien parelles casades, en un 7,1% dones solteres, i en un 19,5% no eren unitats familiars. En el 16,1% dels habitatges hi vivien persones soles el 7,6% de les quals corresponia a persones de 65 anys o més que vivien soles. El nombre mitjà de persones vivint en cada habitatge era de 2,8 i el nombre mitjà de persones que vivien en cada família era de 3,15.
Per edats la població es repartia de la següent manera: un 28,7% tenia menys de 18 anys, un 3,4% entre 18 i 24, un 24,7% entre 25 i 44, un 29% de 45 a 60 i un 14,3% 65 anys o més.
L'edat mediana era de 41 anys. Per cada 100 dones de 18 o més anys hi havia 87,6 homes.
La renda mediana per habitatge era de 101.036 $ i la renda mediana per família de 113.671$. Els homes tenien una renda mediana de 86.344 $ mentre que les dones 50.875$. La renda per capita de la població era de 52.717$. Entorn del 2,1% de les famílies i el 2,5% de la població estaven per davall del llindar de pobresa.